# 日本の企業一覧 (繊維製品)
日本の企業一覧(繊維製品)（にほんのきぎょういちらん せんいせいひん）は、「証券コード協議会」が定める業種区分に基づき「繊維製品」とされる日本の企業の一覧。

## ア行
- アツギ（東証スタンダード・3529）
- 綾羽
- アリマ
- 伊澤タオル（東証スタンダード・365A）
- イスト
- イチカワ（東証スタンダード・3513）
- 市田（東証1・8019）
- UEVO
- wundou
- NBCメッシュテック（東証2・3534）
- エフワン（大証2・8128）
- エモト
- オーアイ工業
- オートリ（大証2・3411）
- オーベクス（東証スタンダード・3583）
- オーミケンシ（東証スタンダード・3111）
- オゴー産業
- オンワードホールディングス（東証プライム・8016）
  - オンワード樫山

## カ行
- カクテン屋
- ガクヤ (足袋メーカー)
- 片倉工業（東証スタンダード・3001）
- カメックス (企業)
- ガロー
- 川島織物セルコン（東証1・3009）
- 川本産業（東証スタンダード・3604）
- 菅公学生服
- 北日本紡績（東証スタンダード・3409）
- キムラタン（東証スタンダード・8107）
- ギャレックス
- 九州ツバメタオル
- キング (アパレル)（東証スタンダード・8118）
- クラウディアホールディングス（東証スタンダード・3607）
- 倉敷紡績（東証プライム・3106）
- クラレ
- グンゼ（東証プライム・3002）
- 興和紡（大証1・3117）
- コーコス信岡（JASDAQ・3599）
- ゴールドウイン（東証プライム・8111）
- コスギ（東証2・8146）（上場会社だった小杉産業の事業を継承）
- 小松ニット
- 小松マテーレ（東証プライム・3580）

## サ行
- サイボー（東証スタンダード・3123）
- サカイオーベックス（東証1・3408）
- ササキスポーツ
- サヨリ商店街
- サンエー・インターナショナル（東証1・3605）
- 三誠
- 三陽商会（東証プライム・8011）
- シキボウ（東証プライム・3109）
- 白鷺ニット
- シルバーオックス（東証1・8024）
- 白鳩
- 自重堂（東証スタンダード・3597）
- 新内外綿（東証2・3125）
- 神馬本店
- 助野
- 鈴乃屋
- スタニングアーツ
- 住江織物（東証プライム・3501）
- セーレン（東証プライム・3569）
- 倉庫精練（東証スタンダード・3578）
- ソトー（東証スタンダード・3571）

## タ行
- ダイオ化成（東証2・3532）
- ダイドーリミテッド（東証スタンダード・3205）
- ダイトウボウ（旧大東紡織）（東証スタンダード・3202）
- ダイニック（東証スタンダード・3551）
- 太陽毛絲紡績（GSフェニックス・3211）
- ダイワボウホールディングス（旧大和紡績）
- 田村駒
- 瀧本
- ダルマック
- 中央コーポレーション
- CHOYA（JASDAQ・3592）
- ツバメタオル
- TSIホールディングス（東証プライム・3608）
- 帝人（東証プライム・3401）
- 帝国繊維（東証プライム・3302）
- 帝国紡績
- デサント（東証プライム・8114）
- TENTIAL（東証グロース・325A）
- 東海染工（東証スタンダード・3577）
- 東京スタイル（東証1・8112）
- 東京ソワール（東証スタンダード・8040）
- 東邦テナックス
- 東洋クロス（大証2・3552）
- 東洋羽毛工業
- 東洋紡インテリア
- 東洋紡（東証プライム・3101）
- 東レ（東証プライム・3402）
- トーア紡コーポレーション（東証スタンダード・3204）
- トーアレディース
- 同興紡績→プロジェ・ホールディングス
- トウマアパレル
- 東和織物（大証2・3503）
- トスコ（東証2・3304）
- トミヤアパレル（大証2・8067）
- トリンプ・インターナショナル・ジャパン
- トンボ (企業)

## ナ行
- ナイガイ（東証スタンダード・8013）
- 西川産業→西川
- 西川リビング（旧大阪西川）→西川
- 日本毛織（東証プライム・3201）
- 日清紡績→日清紡ホールディングス
- 日清紡ホールディングス（東証プライム・3105）
- 日東製網（東証スタンダード・3524）
- 日本バイリーン（東証1・3514）
- 日本フエルト（東証スタンダード・3512）
- 日本ホームスパン（GSエマージング・3219）

## ハ行
- 白州産業
- ハマナカ
- 原田産業
- 福井紡績
- 福助
- 福助工業
- フジコー（JASDAQ・3515）
- フジックス（東証スタンダード・3600）
- 富士紡ホールディングス（東証プライム・3104）
  - フジボウアパレル
- プロジェ・ホールディングス（大証2・3114）
- ブロンドール
- ホギメディカル（東証プライム・3593）
- 堀田産業（東証2・3532）→堀田丸正
- ホットマン

## マ行
- 眞野
- マツウラ
- マツオカコーポレーション（東証スタンダード・3611）
- 丸八真綿
- 丸山工業（JASDAQ・3588）
- 光多制服
- 三菱レイヨン（東証1・3404）
- 宮田織物
- 御幸毛織（東証1・3216）
- ムーンバット（東証スタンダード・8115）
- 村田長
- モリシタ（JASDAQ・3594）

## ヤ行
- ヤギコーポレーション（JASDAQ・3595）
- ヤマトインターナショナル（東証スタンダード・8127）
- 山喜（東証スタンダード・3598）
- ヤマメン
- ユタカ
- ユニチカ（東証プライム・3103）
- 芳仲繊維

## ラ行
- ラグラックス信和
- ラピーヌ（東証スタンダード・8143）
- ルシアン (企業)（大証1・8027）
- ルックホールディングス（旧レナウンルック）（東証スタンダード・8029）
- ルナスタイル
- レナウン (企業)（東証1・3606）
- レリアン
- リオ横山ホールディングス
- ロマンス小杉

## ワ行
- ワールド (企業)（東証プライム・3612）
- ワコールホールディングス（東証プライム・3591）
- 和田哲 (企業)